# Ли, Дейвид Моррис
Де́йвид Мо́ррис Ли (англ. David Morris Lee; род. 20 января 1931, Рай, Нью-Йорк, США) — американский физик, лауреат Нобелевской премии по физике в 1996 году, совместно с Д. Ошеровым и Р. Ричардсоном, «за открытие сверхтекучести гелия-3».
Член Национальной академии наук США (1991) и Американской академии искусств и наук (США), иностранный член Российской академии наук (2003).

## Биография
Ли вырос в городке Рай в Нью-Йорке. Его родители были еврейскими иммигрантами из Англии и Литвы. Ли закончил Гарвардский университет в 1952 году, после чего пошёл служить в армию. Степень магистра он получил в университете Коннектикута, а степень доктора в 1955 году в Йельском университете. В Йельском университете он работал под руководством Г. Фэйрбанка. После Йельского университета он стал профессором в Корнеллском университете, где работает до настоящего времени.
Дейвид Ли женат. У него два сына.

## Достижения
В 1972 году он опубликовал, совместно с профессором Корнуэллского университета Ричардсоном и аспирантом Ошеровым, работу по сверхтекучести изотопа гелия 3He. Он также работал, совместно с Дж. Фридом, над обнаружением волн ядерного спина в спинно-поляризованном газе атомарного водорода. По состоянию на 2006 год его научная группа занимается исследованием твёрдых тел с включениями гелия.
В 1976 году он получил премию имени сэра Фрэнсиса Симона от британского института физики. В 1981 году Ли получил премию Оливера Бакли от американского физического общества, совместно с Д. Ошеровым и Р. Ричардсоном, за работу по сверхтекучести 3He. В 1996 году им же была присуждена Нобелевская премия по физике.